# Ross Macdonald
Ross Macdonald, seudónimo de Kenneth Millar (Los Gatos, California, 13 de diciembre de 1915 - Santa Bárbara, California, 11 de julio de 1983), fue un escritor estadounidense-canadiense de novela negra, célebre por haber creado el personaje del detective privado Lew Archer.

## Biografía
Kenneth Millar estudió en Kitchener, Ontario, Canadá. En el liceo conoció a la también escritora Margaret Sturm, con la que casó en 1938. Tuvieron una hija, Linda, fallecida en 1970.
Comenzó su carrera literaria en revistas pulp mientras estudiaba en la Universidad de Míchigan; su primera novela fue The Dark Tunnel, 1944. Escribía entonces con el pseudónimo de John Macdonald, para evitar toda confusión con su mujer, que escribía con éxito bajo el nombre de Margaret Millar. Así su nombre se transformó en John Ross Macdonald y posteriormente ya en el de Ross Macdonald, a causa de lo homonimia con John D. MacDonald.
De 1944 a 1946 fue oficial de transmisiones de un navío, y luego retornó a la universidad, donde se doctoró en 1951. Pero dedicará su vida a narrar.
Durante los años cincuenta Ross volvió a California y pasó sus últimos años en Santa Bárbara, lugar donde la mayoría de sus libros están ambientados bajo el nombre apenas disimulado de Santa Teresa. 

## El escritor
Sus primeros libros son irregulares, pero destacan por el uso de la metáfora y por su similitud entre ellos, que los separa de una masa de literatura policial masiva; y de la primera época destaca Blue city, de 1947. El detective Lew Archer hizo su primera aparición en 1946 en la novela Find the Woman; y reapareció Archer en The Moving Target, en 1949. Esta novela, primera de una serie de ocho, formó el argumento principal del filme de Paul Newman Harper, investigador privado (1966). Lew Archer deriva su nombre del compañero de Sam Spade Miles Archer y de Lew Wallace, el novelista autor de Ben Hur.
Las novelas de Lew Archer de más éxito son The Goodbye Look, The Underground Man y Sleeping Beauty, y concluyen con The Blue Hammer en 1976. 

## Balance
Macdonald fue el primer heredero del legado literario de Dashiell Hammett y Raymond Chandler como escritores de novela negra. Al estilo de sus predecesores añade algo de densidad psicológica y mayor diseño de los caracteres. Además, las tramas de Macdonald son más complejas y rondan siempre sobre lamentables secretos de familia; los hijos pródigos son tema recurrente. 
Inspirado por Francis Scott Fitzgerald, Macdonald escribió para los fanáticos del género y también para los críticos literarios. William Goldman llamó a sus novelas "la mejor serie de novelas detectivescas escrita por un autor americano".

## Obra

### Novelas con Lew Archer
- The Moving Target - 1949. Tr.: El blanco móvil / El blanco en movimiento (adaptada al cine como Harper (Harper, investigador privado), en 1966)
- The Drowning Pool - 1950. Tr.: La piscina de los ahogados / La piscina mortal (adaptada al cine como The Drowning Pool (Con el agua al cuello), en 1975)
- The Way Some People Die - 1951. Tr.: La forma en que algunos mueren
- The Ivory Grin (aka Marked for Murder) - 1952 - La mueca de marfil / La sonrisa de marfil
- Find a Victim - 1954. Tr.: En busca de una víctima
- The Barbarous Coast - 1956. Tr.: Costa Bárbara
- The Doomsters - 1958. Tr.: Los maléficos
- The Galton Case - 1959. Tr.: El caso Galton
- The Wycherly Woman - 1961. Tr.: La Wicherly
- The Zebra-Striped Hearse 1962. Tr.: El coche fúnebre a rayas
- The Chill - 1964. Tr.: El escalofrío
- The Far Side of the Dollar - 1965. Tr.: El otro lado del dólar
- Black Money - 1966. Tr.: Dinero negro
- The Instant Enemy - 1968. Tr.: El enemigo insólito
- The Goodbye Look - 1969. Tr.: La mirada del adiós
- The Underground Man - 1971. Tr.: El hombre enterrado
- Sleeping Beauty  - 1973. Tr.: La bella durmiente
- The Blue Hammer - 1976. Tr.: El martillo azul

### Relatos donde figura Lew Archer
- The Name is Archer (contiene 7 relatos)  1955
- Lew Archer: Private Investigator (contiene The Name is Archer y otras dos novelas) - 1977
- The Archer Files 2007. Es una recopilación de todos los relatos en donde figura Lew Archer además de recoger una serie de obras inconclusas. . Tr.: El expediente Archer, Editorial roja&negra, Random House Mondadori, en 2010, versión de Ignacio Gómez Calvo. ISBN 978-84-397-2220-5. Se relacionan los relatos a continuación:
  - En busca de la mujer
  - Muerte en el agua
  - La mujer barbuda
  - Extraños en la ciudad
  - Chica desaparecida
  - La siniestra costumbre
  - El suicidio
  - Rubia culpable
  - Empresa inútil
  - El hombre enfadado
  - Azul medianoche
  - Perro dormido

### Compilaciones del personaje de Lew Archer
- Archer in Hollywood - 1967
- Archer at Large - 1970
- Archer in Jeopardy - 1979
- La mirada del adiós, novela de la serie de Lew Archer, editada el 2009 por RBA
- El martillo azul, también de la serie de Lew Archer, editada por RBA en 2008.

## Otros
Bajo el nombre de Kenneth Millar
- The Dark Tunnel (aka I Die Slowly) - 1944
- Trouble Follows Me (aka Night Train) - 1946
- Blue City - 1947
- The Three Roads - 1948

Bajo el nombre de Ross Macdonald
- Meet Me at the Morgue (aka Experience With Evil) - 1953, trad. de Te espero en la morgue
- The Fergusson Affair - 1960. Tr.: El caso Fergusson